# Young Nudy

Firma di Young Nudy

Young Nudy, pseudonimo di Quantavious Tavario Thomas (Atlanta, 17 dicembre 1992), è un rapper statunitense.

## Biografia
Young Nudy ha esordito nell'industria discografica col mixtape Slimeball (2016). Al progetto hanno fatto seguito i mixtape Slimeball 2 e Nudy Land (2017), e Slimeball 3 (2018), quest'ultimo entrato nella Billboard 200.
Sli'merre (2019), primo album in studio, ha scalato la classifica nazionale fino al 63º posto. Anyways (2020), invece, si è fermato alla 109ª posizione. Dr. Ev4l (2021) ha fatto l'entrata nella graduatoria statunitense alla 93ª posizione. Rich Shooter, uscito nell'agosto 2021, si è collocato al 123º posto.
Gumbo (2023) è divenuto il quarto ingresso del rapper nella top 100 statunitense.

## Discografia

### Album in studio
- 2019 – Sli'merre (con Pi'erre Bourne)
- 2020 – Anyways
- 2021 – Dr. Ev4l
- 2021 – Rich Shooter
- 2023 – Gumbo
- 2024 – Sli'merre 2 (con Pi'erre Bourne)

### Mixtape
- 2016 – Slimeball
- 2017 – Slimeball 2
- 2017 – Nudy Land
- 2018 – Slimeball 3
- 2019 – Faded in the Booth

### Singoli
- 2016 – First Day Out
- 2018 – Do That
- 2018 – Since When (con 21 Savage)
- 2018 – Sherbert
- 2019 – No Problem (con Girl Talk)
- 2020 – No Go
- 2020 – Ask Bout Me (con Real Recognize Rio)
- 2020 – All White
- 2020 – Never
- 2020 – Vice City
- 2022 – Duntsane (con BabyDrill)
- 2023 – Peaches & Eggplants (feat. Latto & Sexyy Red)
- 2024 – Video Record (con Runway Richy)
- 2024 – John Wayne (feat. Metro Boomin)
- 2024 – Right Now
- 2024 – Get F*cked Up